# Oscar Niemeyer
Oscar Ribeiro de Almeida Niemeyer Soares Filho (Rio de Janeiro, 15. prosinca 1907. – 5. prosinca 2012.), najpoznatiji kao Oscar Niemeyer, bio je brazilski arhitekt i urbanist; jedan je od najvažnijih predstavnika moderne arhitekture i pionir upotrebe armiranog betona. Djelovao je više od sedamdeset godina, te je jedan od kreatora brazilskog glavnog grada Brazilije, kojemu je zajedno s arhitektom Lúciom Costom namijenio izazito moderan i strog stil. 
Po političkom određenju bio je komunist, član brazilske komunističke partije. Za vrijeme diktature u Brazilu živeo je u egzilu u Francuskoj (1965. – 1982.).
Projektirao je više od 600 objekata u Brazilu, SAD-u i u Europi. I kao stogodišnjak Niemeyer je dolazio u svoj ured u zgradi Mae West u središtu Rija.

## Životopis
Niemeyer je rođen kao jedno od šestoro djece u strogo katoličkoj obitelji u Rio de Janeiru. Njegov otac, rođeni Nijemac, je bio grafički dizajner, a njegov otac sudac brazilskog vrhovnog suda, dok su majčini roditelji bili jedni od prvih članova brazilske komunističke partije.
Nakon katoličke škole u Rio Barabiten, 1928. godine je upisao studij arhitekture u Nacionalnoj školi likovnih umjetnosti (Escola Nacional de Belas Artes) na kojoj je diplomirao 1934. god. Uslijedilo je plodno razdoblje u arhitektonskom studiju Lúcia Coste. Njih su dvojica projektirali prvu modernu zgradu u Brazilu, Ministarstvo obrazovanja i zdravlja u Rio de Janeiru, u čemu im je pomogao slavni švicarski arhitekt, Le Corbusier. Očaran mladim učenikom Le Corbusier ga je učinio svojim asistentom i od 1947. – 53. on je predstavljao slavnog arhitekta prilikom planiranja Sjedišta UN-a u New Yorku. Njihova suradnja je djelovala na stroge ortogonalne linije moderne arhitekture oko kružnice i krivulje od armiranog betona. 
Luciju Costi posao izgradnje brazilske prijestolnice, Brasílije, ponudio je predsjednik Juscelino Kubitschek, a ovaj je svojem učeniku Niemeyeru povjerio projektiranje zgrade Kongresa, Palače pravde, katedrale i stanova (1957. – 64.). Urbano središte Brasilije je 1987. godine upisano na UNESCO-ov popis mjesta svjetske baštine u Americi.
Dvije godine nakon vojnog puča u Brazilu, 1964. godine, Niemeyer je zbog svog članstva u Komunističkoj partiji Brazila (PBC) od 1945. god., morao prebjeći u Francusku. Koncem 1960-ih postaje predavač arhitekture na Federalnom sveučilištu u Rio de Jenairu (Universidade Federal do Rio de Janeiro, UFRJ), ali se potpuno vraća u Brazil tek nakon potpune amnestije 1982. godine. 
God. 1988., dobio je prestižnu Pritzkerovu nagradu za arhitekturu. Od 1992. – 96. bio je predsjednikom Komunističke partije Brazila, koju je 1990. god. napustio, ali je ostao gorljivi marksist do kraja života.
Preminuo je od melanoma 5. prosinca 2012. godine u Rio de Janeiru, deset dana prije svog 105. rođendana.

## Djela
Oscar Niemeyer je jedan od najplodnijih arhitekata 20. stoljeća. Dizajnirao je više od 600 zgrada koje su izvedene ili su još uvijek u fazi izvedbe. On je sam podijelio svoj rad u pet razdoblja: 1. Pampulha, 2. od Pampulhe do Brazilije, 3. Brasilia, 4. zgrade u inozemstvu (Pariz, Milano, itd.) i 5. kasnija djela. Nekoliko njegovih zgrada se smatra arhitektonskim ikonama modernizma, a još dvadesetak njegovih projekata se trenutno (2012.) gradi u nekoliko zemalja.
Svojim futurističkim plastičnim formama blagih krivulja, oduvijek je pokušavao ostvariti ravnotežu otvorenih prostora i volumena građevina. Tim pristupom je učvrstio svoju reputaciju kao jedan od najvažnijih inovatora moderne arhitekture.

### Popis najznačajnijih djela
- 1937. – 43. - Ministarstvo zdravlja i obrazovanja, sada Palača kulture Gustavo Capanema (u suradnji s arhitektima kao što su: Le Corbusier, Lúcio Costa, Jorge Machado Moreira i Afonso Eduardo Reidy), Rio de Janeiro, Brazil
- 1938. - Kuća Oswald de Andrade - São Paulo
- 1939. - Brazilski paviljon u New Yorku, SAD
- 1940. - Casa do Baile, Pampulha, Belo Horizonte
- 1941. - Nacionalni stadion u Rio de Janeiru
- 1946. - Gradsko kazalište, Belo Horizonte
- 1951. - Paviljon za bijenale u São Paulu i paviljon Ciccillo Matarazzo u parku Ibirapuera, São Paulo (zajedno s arhitektom Helio Uchôa)
- 1952. - Sjedište UN-a u New Yorku
- 1953. - Edificio Copan, stambena zgrada za 5.000 ljudi, São Paulo
- 1954. - Casa das Canoas, Niemeyerov dom u São Conrado, Rio de Janeiro, danas otvoren javnosti
- 1957. - Interbau, stambena četvrt nebodera u berlinskoj četvrti Hansa (zajedno s drugim arhitektima)
- 1957. – 64. - Javne građevine u Brasíliji:
  - Katedrala u Brasíliji (1959. – 70.)
  - Zgrada nacionalnog kongresa
  - Palača Alvorada
  - Palača Itamarati
  - Palača Planalto
  - Vrhovni sud
- 1967. – 72. - Sjedište francuske komunističke partije (PCF), Pariz, Francuska
- 1968. - Sveučilište Constantine, Alžir
- 1972. - Dom kulture ili "Le Volcan", Le Havre, Francuska
- 1984. - Sambódromo, Rio de Janeiro
- 1987. - Memorial da América Latina, São Paulo
- 1991. - Muzej moderne umjetnosti (Museu de Arte Contemporânea), Niterói
- 2002. - Privremeni paviljon, Serpentinska galerija, London, UK
- 2005. - Auditorio Ibirapuera, Sao Paulo
- 2010. - Oscar Niemeyer Auditorium, Ravello, Italija
- 2010. - Centro de Cultura Internacional Oscar Niemeyer, Avilés, Asturias, Španjolska
- 2012. - Novi TV toranj, Brasília

- Palača Gustavo Capanema, Rio de Janeiro
- Edifício Copan, São Paulo
- Muzej Oscar Niemeyer, Curitiba
- Gradsko kazalište, Duque de Caxias, RJ, Brazil